# Prinzip der guten Mengen
Das Prinzip der guten Mengen ist eine vor allem in der Maßtheorie häufig angewendete Beweismethode. Sie kann verwendet werden, um zu beweisen, dass eine Aussage für alle Elemente einer σ-Algebra oder eines anderen Mengensystems zutrifft. Da im Allgemeinen die Elemente einer σ-Algebra, wie beispielsweise bei der borelschen σ-Algebra, nicht explizit angegeben werden können, sondern nur ein Erzeuger bekannt ist, muss für solche Beweise häufig indirekt vorgegangen werden.

## Das Prinzip
Sei {\displaystyle {\mathcal {A}}} eine σ-Algebra über einer Grundmenge {\displaystyle \Omega }. Um zu zeigen, dass alle Elemente von {\displaystyle {\mathcal {A}}} eine gegebene Eigenschaft besitzen, wird die Menge {\displaystyle {\mathcal {G}}} aller Teilmengen von {\displaystyle \Omega } (oder aller Elemente von {\displaystyle {\mathcal {A}}}) betrachtet, für die diese Eigenschaft zutrifft, also alle „guten Mengen“. Gilt nun
1. {\displaystyle {\mathcal {G}}} enthält einen Erzeuger von {\displaystyle {\mathcal {A}}} und
2. {\displaystyle {\mathcal {G}}} ist eine σ-Algebra,

so folgt, dass die Eigenschaft für alle {\displaystyle A\in {\mathcal {A}}} gilt.
Mit anderen Worten: Es ist nur zu zeigen, dass {\displaystyle {\mathcal {A}}} von gewissen „guten Mengen“ erzeugt wird und dass die Menge aller „guten Mengen“ eine σ-Algebra bildet.
Begründung: Wird {\displaystyle {\mathcal {A}}} von einem Mengensystem {\displaystyle {\mathcal {E}}} erzeugt, so folgt wegen der Monotonie σ-Operators aus 1.) {\displaystyle {\mathcal {E}}\subseteq {\mathcal {G}}} und 2.) {\displaystyle \sigma ({\mathcal {G}})\subseteq {\mathcal {G}}}:
{\displaystyle {\mathcal {A}}=\sigma ({\mathcal {E}})\subseteq \sigma ({\mathcal {G}})\subseteq {\mathcal {G}}.}
Falls es schwierig ist, für den Punkt 2 zu zeigen, dass {\displaystyle {\mathcal {G}}} abgeschlossen gegenüber abzählbaren Vereinigungen beliebiger Elemente ist, kann das Prinzip aufgrund des Dynkinschen π-λ-Satzes mit einem Dynkin-System-Argument kombiniert werden. Ist der Erzeuger {\displaystyle {\mathcal {E}}} durchschnittsstabil, so genügt es zu zeigen, dass {\displaystyle {\mathcal {G}}} ein Dynkin-System ist, denn in diesem Fall gilt {\displaystyle \sigma ({\mathcal {E}})=\delta ({\mathcal {E}})\subseteq {\mathcal {G}}}, wobei {\displaystyle \delta ({\mathcal {E}})} das von {\displaystyle {\mathcal {E}}} erzeugte Dynkin-System bezeichnet.

## Beispiele
(1)
Ist {\displaystyle f\colon \Omega \to \Omega '} eine Abbildung und {\displaystyle {\mathcal {E}}\subseteq {\mathcal {P}}(\Omega ')} ein Mengensystem aus Teilmengen von {\displaystyle \Omega '}, dann gilt
{\displaystyle f^{-1}(\sigma ({\mathcal {E}}))=\sigma (f^{-1}({\mathcal {E}}))\,,}
d. h., das Urbild der von {\displaystyle {\mathcal {E}}} erzeugten σ-Algebra ist die vom Urbild von {\displaystyle {\mathcal {E}}} erzeugte σ-Algebra.
Um die Inklusion {\displaystyle f^{-1}(\sigma ({\mathcal {E}}))\subseteq \sigma (f^{-1}({\mathcal {E}}))} zu beweisen, kann das Prinzip der guten Mengen angewendet werden, denn dazu ist zu zeigen, dass alle {\displaystyle A\in {\mathcal {A}}:=\sigma ({\mathcal {E}})} die Eigenschaft {\displaystyle f^{-1}(A)\in \sigma (f^{-1}({\mathcal {E}}))} besitzen. Dazu wird also
{\displaystyle {\mathcal {G}}:=\{A\subseteq \Omega '\mid f^{-1}(A)\in \sigma (f^{-1}({\mathcal {E}}))\}}
als Menge der guten Mengen gewählt. Die beiden obigen Bedingungen sind damit erfüllt:
1. Für alle {\displaystyle E\in {\mathcal {E}}} gilt {\displaystyle f^{-1}(E)\in \sigma (f^{-1}({\mathcal {E}}))}, also {\displaystyle E\in {\mathcal {G}}}.
2. {\displaystyle {\mathcal {G}}} ist eine σ-Algebra: Das prüft man direkt anhand der Definition mit Hilfe der Rechenregeln für Urbilder nach.

Damit ist die Inklusion gezeigt.
Die umgekehrte Inklusion folgt hingegen mit einem einfachen Monotonieargument. Da Urbilder von σ-Algebren wieder σ-Algebren sind, gilt
{\displaystyle \sigma (f^{-1}({\mathcal {E}}))\subseteq \sigma (f^{-1}(\sigma ({\mathcal {E}})))=f^{-1}(\sigma ({\mathcal {E}}))\,.}
(2)
Das Prinzip der guten Mengen kann auch beim Beweis des Maßeindeutigkeitssatzes verwendet werden.